# Peter Vaughan
Peter Vaughan, nascido Peter Ewart Olm (Wem, 4 de abril de 1923 — Mannings Heath, 6 de dezembro de 2016) foi um ator de cinema, teatro e televisão britânico. Atuou em centenas de filmes e seriados de televisão.
Foi indicado ao Prêmio BAFTA de Televisão na categoria de melhor ator em 1997, pela atuação no filme Our Friends in the North.
Vaughn foi casado com a atriz Billie Whitelaw de 1952 a 1966. Após o divórcio, casou-se com a também atriz Lillias Walker, com quem viveu até sua morte.
De 2011 à  2015, interpretou o Meistre Aemon Targaryen na premiada série de televisão Game of Thrones, da HBO.

## Principais filmes
- Village of the Damned (1960) de Wolf Rilla.
- The Naked Runner (1967), de Sidney J. Furie
- Straw Dogs (1971), de Sam Peckinpah
- The MacKintosh Man (1973), de John Huston
- Rappresaglia (1973), de George Pan Cosmatos
- Valentino (1977), de Ken Russell
- Time Bandits (1981), de Terry Gilliam
- The French Lieutenant's Woman (1981), de Karel Reisz
- The Razor's Edge (1984), de John Byrum
- Brazil (1985), de Terry Gilliam
- Haunted Honeymoon (1986), de Gene Wilder
- Mountains of the Moon (1990), de Bob Rafelson
- The Remains of the Day (1993), de James Ivory
- Face (1997), de Antonia Bird
- Les misérables (1998), de Bille August
- La leggenda del pianista sull'oceano (1998), de Giuseppe Tornatore
- An Ideal Husband (1999), de Oliver Parker
- Hotel Splendide (2000), de Terence Gross
- The Mother (2003), de Roger Michell
- The Life and Death of Peter Sellers (2004), de Stephen Hopkins
- Death at a Funeral (2007), de Frank Oz
- Is Anybody There? (2008), de John Crowley